# Kruševica (Raška)
Pour les articles homonymes, voir Kruševica.
Kruševica (en serbe cyrillique : Крушевица) est un village de Serbie situé dans la municipalité de Raška, district de Raška. Au recensement de 2011, il comptait 93 habitants.

## Démographie
| 1948 | 1953 | 1961 | 1971 | 1981 | 1991 | 2002 | 2011 |
| ---- | ---- | ---- | ---- | ---- | ---- | ---- | ---- |
| 440  | 457  | 454  | 369  | 270  | 196  | 150  | 93   |

|  |